# Me estoy enamorando
| Críticas profissionais | Críticas profissionais |
| Avaliações da crítica  | Avaliações da crítica  |
| Fonte                  | Avaliação              |
| ---------------------- | ---------------------- |
| Allmusic               | [ 1 ]                  |

Me estoy enamorando é o sexto álbum de estúdio do cantor mexicano Alejandro Fernández, lançado pela Sony Discos e Sony Music Mexico em 23 de setembro de 1997. Produzido por Emilio Estefan, Jr. e Kike Santander, foi indicado ao Grammy Awards de melhor álbum pop latino.

## Lista de faixas
| N.º            | Título                              | Compositor(es)                                                      | Duração |  |
| 1.             | "Yo Nací Para Amarte"               | Kike Santander                                                      | 4:27    |  |
| 2.             | "Si Tú Supieras"                    | Ricardo Martínez · Kike Santander                                   | 4:06    |  |
| 3.             | "No Sé Olvidar"                     | Kike Santander                                                      | 4:21    |  |
| 4.             | "En El Jardín" (con Gloria Estefan) | Kike Santander                                                      | 4:49    |  |
| 5.             | "Me Estoy Enamorando"               | María Jimena Muñóz · Kike Santander                                 | 4:16    |  |
| 6.             | "Cómo El Sol y El Trigo"            | Kike Santander                                                      | 3:18    |  |
| 7.             | "Noche Triste"                      | Randall M. Barlow · Roberto Bladés                                  | 3:03    |  |
| 8.             | "Volverás"                          | Gloria M. Estefan · Rafael Ferro García                             | 3:46    |  |
| 9.             | "Te Juro"                           | Estéfano                                                            | 4:45    |  |
| 10.            | "Promesa"                           | Emilio Estefan, Jr. · Hernan "Teddy" Mulet · José "Cheito" Quiñónez | 3:52    |  |
| Duração total: | Duração total:                      | Duração total:                                                      | 40:53   |  |

© MCMXCVII. Sony Music Entertainment (México). S.A. de C.V

## Tabela musical

### Álbum
| Ano  | Parada                                      | Pico | Semanas na parada |
| ---- | ------------------------------------------- | ---- | ----------------- |
| 1997 | Billboard Heatseekers                       | 3    | 53                |
| 1997 | Billboard Latin Pop Albums                  | 1    | 79                |
| 1997 | Billboard The Billboard 200                 | 125  | 26                |
| 1997 | Billboard Top Latin Albums                  | 1    | 84                |
| 1997 | Billboard Top Heatseekers (Pacific)         | 1    | 38                |
| 1997 | Billboard Top Heatseekers (Middle Atlantic) | 6    | 3                 |
| 1997 | Billboard Top Heatseekers (South Atlantic)  | 1    | 40                |
| 1997 | Billboard Top Heatseekers (South Central)   | 5    | 15                |
| 1997 | Billboard Top Heatseekers (Mountain)        | 9    | 2                 |

### Canções
| Ano  | Parada                                   | Canção              | Pico | Semanas na parada |
| ---- | ---------------------------------------- | ------------------- | ---- | ----------------- |
| 1997 | Billboard Hot Latin Songs                | Si Tú Supieras      | 1    | 42                |
| 1997 | Billboard Latin Pop Airplay              | Si Tú Supieras      | 1    | 44                |
| 1997 | Billboard Latin Regional Mexican Airplay | Si Tú Supieras      | 3    | 23                |
| 1997 | Billboard Latin Tropical/Salsa Airplay   | Si Tú Supieras      | 7    | 8                 |
| 1997 | Billboard Hot Latin Songs                | En El Jardín        | 1    | 25                |
| 1997 | Billboard Latin Pop Airplay              | En El Jardín        | 1    | 24                |
| 1997 | Billboard Latin Tropical/Salsa Airplay   | En El Jardín        | 7    | 10                |
| 1998 | Billboard Hot Latin Songs                | No Sé Olvidar       | 1    | 26                |
| 1998 | Billboard Latin Pop Airplay              | No Sé Olvidar       | 1    | 31                |
| 1998 | Billboard Latin Tropical/Salsa Airplay   | No Sé Olvidar       | 5    | 11                |
| 1998 | Billboard Hot Latin Songs                | Yo Nací Para Amarte | 1    | 32                |
| 1998 | Billboard Latin Pop Airplay              | Yo Nací Para Amarte | 2    | 26                |
| 1998 | Billboard Latin Tropical/Salsa Airplay   | Yo Nací Para Amarte | 9    | 6                 |
| 1998 | Billboard Latin Regional Mexican Airplay | Yo Nací Para Amarte | 6    | 11                |

## Certificações
| Ano  | Vendas           | Certificação |
| ---- | ---------------- | ------------ |
| 1997 | 60.000 cópias    | : Platina    |
| 1997 | 1.000.000 cópias | : Platina    |